# Joel Joan

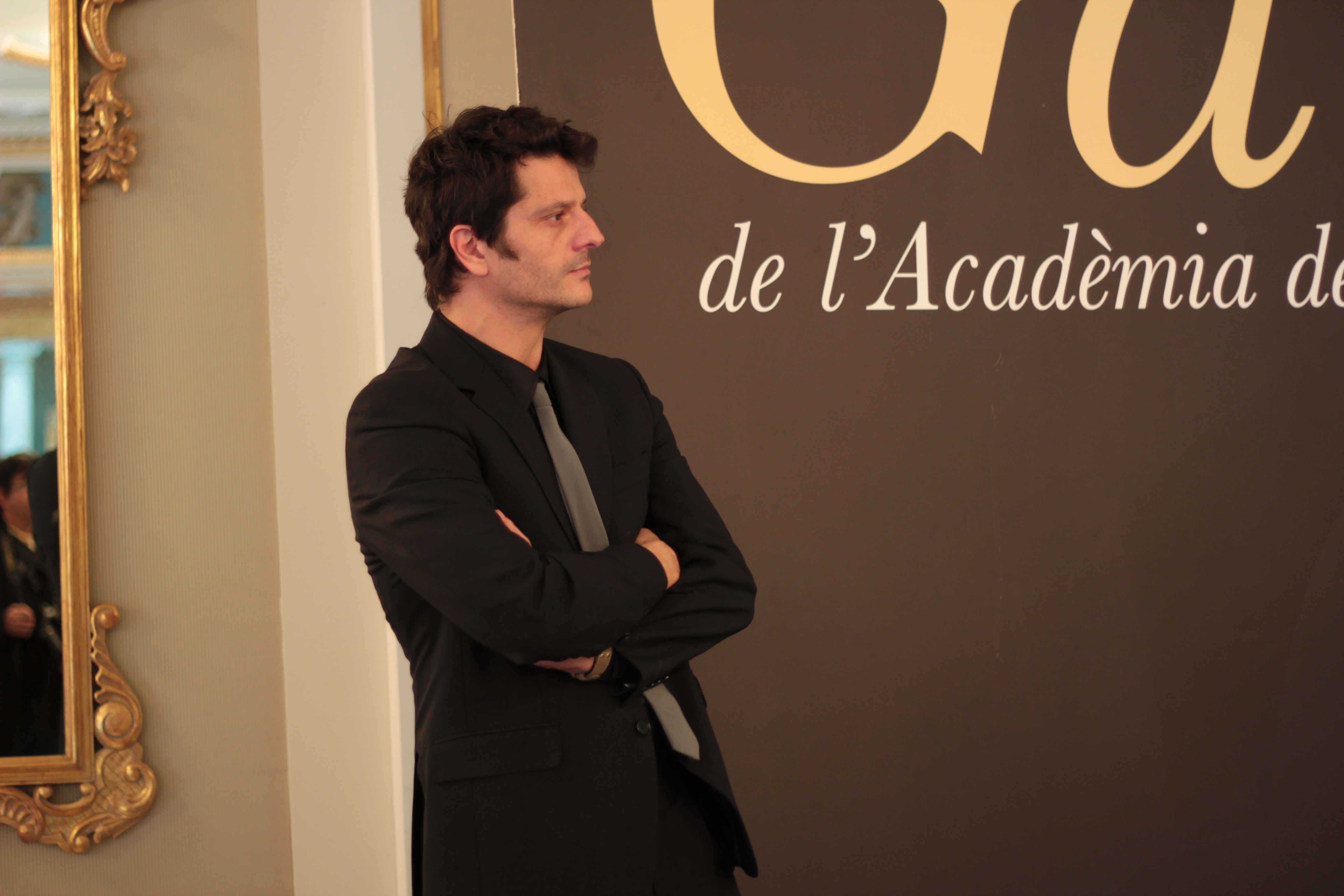
Joel Joan als Präsident der Katalanischen Filmakademie am Tag der Bekanntgebung der Nominierungen der 4. Premis Gaudí.

Joel Joan i Juvé (* 2. November 1970 in Barcelona) ist ein spanischer Schauspieler, Drehbuchautor und Regisseur.

## Leben
Joel Joan studierte am Institut del Teatre in Barcelona. Danach begann er eine Karriere am Theater und spielte unter der Leitung von Calixto Bieito, Sergi Belbel oder Rosa Maria Sardà.
Er war bis April 2013 erster Präsident der Katalanischen Filmakademie, die er mitbegründet hat.

## Filmografie (Auswahl)
- 1999: The Heart of the Warrior
- 2001: Tortilla Soup – Die Würze des Lebens (Rolle: Antonio Urgell)
- 2006: Salvador – Kampf um die Freiheit (Rolle: Oriol)
- 2008: Vicky Cristina Barcelona (Rolle: Freund von Juan Antonio)

## Auszeichnungen

### Preise
- 2002: Premios Ondas für Plats bruts
- 2006: Premios Ondas für Porca misèria

### Nominierungen
- 2000: Fotogramas de Plata für den besten Schauspieler (TV) für Periodistas und Plats bruts
- 2001: Premis Butaca für den besten katalanischen Schauspieler (Film) für Las razones de mis amigos
- 2013: Premis Gaudí für beste Regie für Fènix 11·23